# VCC 128
VCC 128 (również UGCA 275) – karłowata galaktyka eliptyczna położona w gromadzie Panny odległa o około 54 miliony lat świetlnych od naszej własnej galaktyki – Drogi Mlecznej. Należy do Gromady w Pannie i jest położona na jej obrzeżach.
Rozmiar galaktyki wynosi około 1% rozmiaru Drogi Mlecznej, połączona masa wszystkich gwiazd zawartych w tej galaktyce wynosi pomiędzy 100 milionami a jednym miliardem mas Słońca. W 2006 roku odkryto, że galaktyka ta posiada pozornie podwójne jądro, którego składniki są od siebie oddalone o ok. 32 parseki i mają podobną jasność i kolor. Prawdopodobnie w rzeczywistości jest to pierścień gwiazd otaczający supermasywną czarną dziurę, której masa wynosi pomiędzy 1 a 50 milionami mas Słońca. Jeśli teoria ta się potwierdzi, VCC 128 byłaby najmniejszą znaną galaktyką z centralnie położoną czarną dziurą.